# Jean-Marie Le Pen
Jean Louis Marie (Jean-Marie) Le Pen (La Trinité-sur-Mer, 20 juni 1928 – Garches, 7 januari 2025) was een Frans politicus, voorzitter en lijsttrekker van de rechts-nationalistische politieke partij Front National. Hij was een voorstander van de doodstraf, verplichte militaire dienst, artistieke censuur en premies voor huisvrouwen. Hij sprak zich fel uit tegen migranten en de Europese Unie. Le Pen is meermalen van xenofobie en Holocaustontkenning beschuldigd geweest, wat in 1987 en 2016 tot een veroordeling heeft geleid.
In 2002 haalde hij de tweede ronde van de Franse presidentsverkiezingen, waardoor hij uitdager werd van zittend president Jacques Chirac. Na een massale campagne tegen zijn ideeëngoed werd Le Pen echter uiteindelijk door Chirac verslagen. Het onverwacht succes van 2002 wist hij bij de verkiezingen in 2007 niet te evenaren; zijn partij behaalde het op een na slechtste resultaat ooit.

## Biografie
Le Pen werd in La Trinité-sur-Mer te Bretagne geboren als zoon van een visser. Hij groeide op als halve wees, doordat zijn vader in 1942 omkwam bij een ongeluk waarbij zijn boot door een mijn ontplofte. Le Pen studeerde politicologie en rechten en was op zeker ogenblik voorzitter van een rechtenstudentengenootschap in Parijs.

### Privé
Uit zijn eerste huwelijk met Pierrette Lalanne (1960-1985/1986) heeft hij drie dochters en negen kleindochters. Zijn jongste dochter, Marine Le Pen, volgde hem op als voorzitter van het Front National.
In 1991 trouwde Le Pen met Jeanne-Marie Paschos ("Jany"), ex-vrouw van de Belgische zakenman Jean Garnier. Haar vader was een Grieks handelaar en haar moeder is deels van Nederlandse afkomst.

### Vroege politieke carrière
De politieke loopbaan van Le Pen begon toen hij hoofd werd van de studentenvakbond in Toulouse. In 1953 belde hij de toenmalige Franse president Vincent Auriol op om toestemming te krijgen voor een vrijwillige reddingsoperatie naar aanleiding van de rampzalige overstromingen in Nederland dat jaar. Een veertigtal studenten uit zijn universiteit zou zich ook inzetten om de slachtoffers van een aardbeving in Italië te helpen. In 1956 werd hij gekozen in de Franse Nationale Vergadering, samen met de partij van Pierre Poujade.
Le Pen was een gedecoreerd veteraan uit het Franse Vreemdelingenlegioen en vocht in Indochina (1953), Suez (1956) en Algerije (1957).
In 1957 werd hij Algemeen Secretaris van het Nationale Front van Combatants (FNC) en de eerste politicus in Frankrijk die een kandidaat van moslimorigine, Ahmed Djebbour, op een lijst zette en verkozene wist te maken. Het jaar erop werd hij herkozen als Kamerlid van de Franse Nationale Vergadering en verbond hij zich met de parlementaire partij "Nationaal Centrum voor Onafhankelijken en Boeren", geleid door Antoine Pinay. Tijdens deze periode volgde Le Pen oorlog- en defensiekwesties actief op de voet. In 1965 werd hij voorzitter van Jean-Louis Tixier-Vignancours presidentscampagne.

### Le Front National
In 1972 richtte Le Pen zijn eigen partij op: het Front National. Sinds de Franse gemeenteraadsverkiezingen van 1983 boekte deze partij winst, tot de presidentsverkiezingen van 2007. In 1984 en 1999 won Le Pen een zetel in het Europese Parlement. Op 10 april 2003 werd hij echter hieruit verwijderd vanwege een fysieke aanval op socialistisch kandidaat Annette Peulvast-Bergeal in 1997. In 1992 en 1998 werd Le Pen verkozen in de regionale raad van de regio Provence-Alpes-Côte d'Azur. Zijn politieke carrière kende het meeste succes in Zuid-Frankrijk.

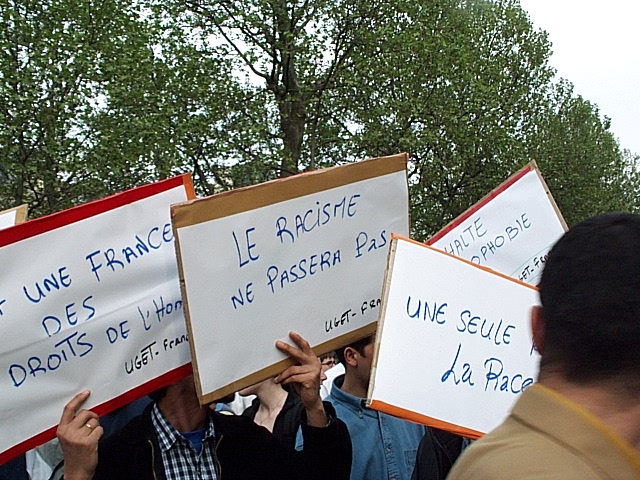
De demonstratie tegen Le Pen in Parijs op 1 mei 2002

Le Pen nam deel aan de Franse presidentsverkiezingen van 1974, 1988, 1995, 2002 en 2007. In 2002 kwam hij het dichtst in de buurt van een overwinning toen hij 16,86% van de stemmen kreeg. Hiermee kon hij doorgaan naar de tweede ronde van de verkiezingen. De socialistische kandidaat en vicepremier Lionel Jospin haalde minder stemmen dan Le Pen en was uitgeschakeld. Hierdoor kwamen Le Pen en zittend president Jacques Chirac lijnrecht tegenover elkaar te staan. Aangezien het de eerste keer was dat een extreem rechtse kandidaat de tweede ronde van de Franse presidentsverkiezingen gehaald had, kregen deze bijzonder veel internationale media-aandacht. Er volgden demonstraties tegen de ideeën van Le Pen in grote en middelgrote Franse steden. Op 1 mei 2002 gingen 1 miljoen mensen in Parijs de straat op om te protesteren tegen Le Pen. Verschillende kranten en bladen riepen op "voor de oplichter te stemmen, niet voor de fascist." Dat was inderdaad het dilemma waarvoor veel stemmers zich geplaatst zagen, want Chirac had zich door verscheidene fraudeaffaires gecompromitteerd. De tweede ronde liep uit op een winst van 82% voor Chirac.
Tijdens de regionale verkiezingen van 2004 werd Le Pen verhinderd op te komen in de regio Provence-Alpes-Côte d'Azur, omdat hij niet voldeed aan de vereisten als stemmer. Hij woonde er niet en stond er niet geregistreerd als belastingbetaler. Le Pen klaagde dat de regering hem belette aan de verkiezingen deel te nemen. Anderen zagen dit voorval dan weer als een plan van Le Pen om een verkiezingsnederlaag te vermijden.
Tijdens de presidentsverkiezingen van 2007 behaalde Le Pen minder zetels dan alle andere keren dat hij meedeed, behalve zijn allereerste verkiezingen in 1974. Dit was de eerste keer in de geschiedenis van de partij dat zij minder stemmen kreeg dan tijdens de vorige verkiezingen.
Na vele strubbelingen werd in mei 2015 het partijlidmaatschap van le Pen tijdelijk opgeschort, tijdens een daaropvolgend partijcongres wordt de positie van de politicus besproken.
In april 2024 werd Jean-Marie Le Pen op verzoek van zijn familie “onder wettelijke bescherming” geplaatst wegens medische redenen. Le Pen stierf op dinsdag 7 januari 2025.

## Standpunten en veroordelingen
- In het Europees parlement heeft hij bij herhaling gezegd dat de gaskamers volgens hem een "detail in de geschiedenis" zijn.[6][7]
- In een televisie-uitzending op 14 februari 1984 stelde Le Pen dat "de islamo-Arabische wereld" een "dodelijk gevaar" vormde. In 1987 werd hij daarvoor, wegens 'uitlokking van discriminatie, haat of raciaal geweld', veroordeeld tot 5.000 francs boete.[bron?]
- In 2003 zei hij in een interview met Le Monde: "De dag dat we in Frankrijk niet meer 5 miljoen, maar 25 miljoen moslims zullen hebben, zullen zij het zijn die de dienst uitmaken. En de Fransen zullen dicht langs de huizen lopen, en zich met neergeslagen ogen over het trottoir bewegen." Hiervoor wordt hij in 2004, wegens aanzetten tot rassenhaat, veroordeeld tot 10.000 euro boete.[bron?]
- Tevens kwam Le Pen in opspraak toen hij zei: "We kunnen het immigratieprobleem in Frankrijk oplossen door het ebolavirus te gebruiken."[bron?]
- Le Pen zei in antwoord op een belediging van Madonna dat zij "verbrand mag worden".[8]
- Voor de Joods-Franse zanger Patrick Bruel had Le Pen zo zijn eigen oplossing: "De volgende keer bouwen we wel weer een oven".[9]

## Imago
Le Pen was een zeer polariserend figuur in Frankrijk. In opiniepeilingen deed hij het soms tamelijk goed. Een IPSOS-poll uit 2002 toonde dat 22% van het electoraat positief over hem was, 13% negatief en 6% uitgesproken negatief. Le Pen en het voormalige Front National-lid Bruno Mégret stonden aan de top in een poll rond negatieve waardering met respectievelijk 74% en 75%.
Le Pen en het Front National zijn door het merendeel van de media en alle politieke commentatoren als "extreem rechts" omschreven. Le Pen zelf ontkende deze beschuldiging en noemde zich aan het begin van zijn carrière "Niet links of rechts, Frans" ("Ni droite, ni gauche, français.") Later omschreef hij zijn positie als politiek rechts en zette hij zich af tegen de "socialo-communists" en de andere rechtse partijen, die volgens hem geen echte rechtse partijen waren. In 2002 noemde hij zich "economisch rechts, sociaal links en nationaal Frans". Le Pen noemde de Franse politici en media meermaals "corrupt", "blind voor de echte noden van het gewone volk" en beschuldigde hen van samenzweringen tegen zijn persoon en partij. Hij noemde de overige politieke partijen "establishment" en de vier grote partijen (PC, PS, UDF, RPR) "de Bende van Vier ("La Bande des quatre" - een allusie op de Bende van Vier tijdens China's Culturele Revolutie).
De internationale media hebben Le Pen vaak als symbool van Franse xenofobie voorgesteld. Hij is ook regelmatig bekritiseerd in Franse en buitenlandse popnummers. Later in zijn leven probeerde hij zijn imago te verzachten. Hij bracht zijn dochter Marine op een prominente plaats binnen het Front National, wat bij veel leden binnen de partij kwaad bloed zette. Ze maakten zich zorgen over de invloed van de familie Le Pen in de partij.

## Kritiek
Le Pen is meermaals beschuldigd en veroordeeld voor xenofobie, negationisme en/of antisemitisme. Met zijn radicale uitspraken stuitte hij regelmatig op kritiek. In mei 1987 pleitte hij ervoor mensen met aids (die hij de negatieve benaming "sidaïques" gaf) uit te maatschappij te isoleren in een speciaal voor hen voorziene "sidatorium" (sanatorium voor aidspatienten). Op 13 september 1987 verklaarde hij:
Je suis passionné par l'histoire de la Deuxième Guerre mondiale. Je me pose un certain nombre de questions. Je ne dis pas que les chambres à gaz n'ont pas existé. Je n'ai pas pu moi-même en voir. Je n'ai pas étudié spécialement la question. Mais je crois que c'est un point de détail de l'histoire de la Deuxième Guerre mondiale.
Ik ben heel geïnteresseerd in de geschiedenis van de Tweede Wereldoorlog. Ik vraag me een aantal dingen af. Ik zeg niet dat de gaskamers niet bestaan hebben. Ik heb ze zelf niet kunnen zien. Ik heb de kwestie niet specifiek bestudeerd. Maar ik geloof dat het een detail is in de geschiedenis van de Tweede Wereldoorlog —  Jean-Marie Le Pen
Hij kreeg hiervoor een boete van 1,2 miljoen Franse frank (183.200 euro). Hij maakte ooit een woordspeling op de joodse minister Michel Durafour: "Durafour crématoire" ('four crématoire' is Frans voor 'crematorium'). Op 21 juni 1995 viel Le Pen de zanger Patrick Bruel aan, omdat die niet meer in Toulon wilde optreden, aangezien de stad een lid van het Front National als burgemeester had. Le Pen zei: "Toulon zal het dan zonder de zangoefeningen van zanger Benguigui moeten doen." (De joodse naam Benguigui was Bruels echte naam). In februari 1997 beschuldigde Le Pen president Chirac ervan "betaald te worden door joodse organisaties, vooral die van de beruchte B'nai B'rith." Datzelfde jaar hief het Europese Parlement Le Pens parlementaire onschendbaarheid op, zodat hij berecht kon worden door een Duitse rechtbank. Le Pen had namelijk in december 1996 tijdens een persconferentie voor de Duitse Republikanerpartij verklaard: "Als je een boek van duizend bladzijden over de Tweede Wereldoorlog neemt, gaan er twee bladzijden over de concentratiekampen en tien tot vijftien regels over de gaskamers. Dat noem je een detail."
In 1999 vond een rechtbank in München deze uitspraak, rekening houdend met Le Pens soortgelijke uitspraken in 1987, een "minimalisering van de Holocaust die de dood van zes miljoen Joden veroorzaakt heeft" en veroordeelde hem tot een geldboete.
In 2005 noemde hij de nazibezetting in Frankrijk "niet ongewoon onmenselijk." In juni 2006 vond hij naar aanleiding van de Wereldbeker voetbal dat het Franse voetbalteam te veel andersgekleurde spelers had en geen accurate afspiegeling van de Franse maatschappij was. Hij verklaarde dat spelers die de Marseillaise niet wilden zingen "niet Frans" waren.
Le Pen wordt er ook van beschuldigd als luitenant in Algerije te hebben gemarteld. In 1993 maakten de kranten Le Canard Enchainé, Libération, Le Monde en ex-premier Michel Rocard deze ontdekking openbaar op de Franse televisiezender TF1. Le Pen liet hen gerechtelijk vervolgen. De krant Le Monde toonde tijdens het proces zelfs Le Pens dolk in de rechtszaal. In 2000 eindigde deze zaak toen het Franse Hoger Gerechtshof de publicatie legitiem verklaarde. Aangezien oorlogsmisdaden tijdens de Algerijnse onafhankelijkheidsstrijd in Frankrijk amnestie genieten, kon Le Pen hiervoor echter niet gerechtelijk vervolgd worden. In 1995 begon Le Pen een rechtszaak tegen Jean Dufour, regionaal adviseur voor de Franse communistische partij, vanwege soortgelijke beschuldigingen en verloor opnieuw.
Le Pen is ook bekritiseerd geweest voor zijn banden met ex-leden van de Organisation de l'Armée Secrète (OAS, Organisatie van het geheime leger), een terroristische organisatie die zich tegen de Algerijnse onafhankelijkheid richtte. Ook Roger Holeindre, lid van het politieke bureau van het Front National en ex-lid van het OAS en Roland Gaucher, ex-collaborateur in nazi-Duitsland en medestichter van het Front National, werden hiervan beschuldigd.
Sommige van Le Pens uitspraken hebben ertoe geleid dat andere extreem rechtse partijen, zoals de Vrijheidspartij van Oostenrijk (Fpö) en Front Nationalaanhangers, zich van hem distantieerden. Bruno Mégret verliet het Front National om zijn eigen partij (de Nationale Republikeinse Beweging (MNR)) op te richten. Hij verklaarde dat Le Pen een mogelijke machtsdeelname van het Front National in de weg stond. Mégret wilde van Gianfranco Fini's succes in Italië profiteren door allianties te smeden tussen het Front National en extreemrechtse partijen. Hij verklaarde echter dat Le Pens houding en uitspraken dit verhinderden. Le Pens dochter Marine wil het Front National "normaliseren" en uit haar isolement halen. Daardoor viel ze bij haar vader uit de gratie (Le Canard Enchaîné, 9 maart 2005).
- Bibsys: 90951698
- Biblioteca Nacional de España: XX996322
- Bibliothèque nationale de France: cb12013472b (data)
- CiNii: DA00794356
- Gemeinsame Normdatei: 118839624
- International Standard Name Identifier: 0000 0001 2142 0678
- Library of Congress Control Number: n84234103
- Nationale Bibliotheek van Letland: 000276065
- MusicBrainz: ccac78a2-94de-42a2-945a-dfb9927b4a50
- Nationale Bibliotheek van Tsjechië: xx0005673
- Nationale Bibliotheek van Israël: 987007313634505171
- Nationale Bibliotheek van Polen: a0000001180503
- Nederlandse Thesaurus van Auteursnamen: 072018186
- Istituto Centrale per il Catalogo Unico: MILV062330
- LIBRIS: 286041
- SNAC: w6c28xws
- Système universitaire de documentation: 028262913
- Virtual International Authority File: 85338986
- WorldCat: E39PBJgRRvGqhbjjt9mbc4tBT3